# Линь Цинфэн
Линь Цинфэ́н (кит. упр. 林清峰, пиньинь Lín Qīngfēng, род.26 января 1989) — китайский тяжелоатлет, олимпийский чемпион.
Линь Цинфэн родился в 1989 году в Сямэне (провинция Фуцзянь). После четырёх классов начальной школы перешёл в спортшколу, в 13 лет стал вице-чемпионом КНР в своей возрастной группе. В 14 лет вошёл в сборную провинции.
На Олимпийских играх 2012 года Линь Цинфэн завоевал золотую медаль.